# 1949년 동독 총선거
1949년 동독 총선은 1949년 5월 소련 점령 하의 동독 지역에서 제헌 의회를 구성하기 위해 치러진 선거이다. 반파시스트민주정당연맹의 의원명부에 대한 찬반 투표였으며 사실상 공개투표로 진행되었다. 95.2%의 투표율을 보였다.

## 선거 결과
| 정당                   | 득표수     | 득표율 |
| ---------------------- | ---------- | ------ |
| 반파시스트민주정당연맹 | 7,943,949  | 66.1%  |
| 반대                   | 4,080,272  | 33.9%  |
| 합계                   | 12,887,234 |        |